# Somatochlora exuberata
Somatochlora exuberata är en trollsländeart som beskrevs av Aleksandr Nikolaevich Bartenev 1912. Somatochlora exuberata ingår i släktet glanstrollsländor, och familjen skimmertrollsländor. Inga underarter finns listade i Catalogue of Life.